# 麥克林島
67°29′S 63°39′E / 67.483°S 63.650°E
麥克林島（英語：Macklin Island）是南極洲的島嶼，位於麥克羅伯特森地，屬於羅賓遜島群的一部分，處於柯頓島以北3公里和戴利角西北面6公里，由挪威製圖師根據該國探險隊的空中照片繪入地圖。